# Metabolito
Un metabolito es cualquier molécula utilizada, capaz o 
producida durante el metabolismo. 
Así, dada la ruta metabólica:
A, B, C, D, E son los metabolitos; el primer metabolito de la ruta (A) suele denominarse sustrato; el último (E), metabolito final o producto, y el resto (B, C, D), metabolitos intermediarios.
Si se toma como ejemplo la fermentación láctica, una de las rutas metabólicas evolutivamente más antiguas, la glucosa es el primer metabolito (sustrato), el punto de partida de una serie de reacciones que conducirá hasta el lactato, el último metabolito o producto final; entre la glucosa y el lactato hay 10 metabolitos intermediarios. El sustrato inicial se toma del medio o de las reservas de la célula y debe suministrarse continuamente para que la ruta se lleve a cabo; el producto final se acumula en la célula y debe expulsarse como producto de excreción; los metabolitos intermediarios se hallan usualmente en concentraciones muy bajas, dado que en cuanto se producen son transformados en el siguiente.
Dado que las reacciones metabólicas son catalizadas por enzimas y estas están determinadas genéticamente, cualquier alteración del ADN supondrá una disfunción del enzima, un bloqueo de la ruta metabólica y la acumulación de un metabolito intermediario en la célula.
En este caso la disfunción del enzima que cataliza el paso de C a D origina la acumulación del metabolito C en la célula (y la no producción de E), lo que puede originar trastornos en los individuos, conocidos genéricamente como enfermedades metabólicas (que, además, son hereditarias).